# Rastko Stefanović
Rastko Stefanović (serbisch-kyrillisch Растко Стефановић, slowenisch Rastko Stefanovič; * 9. Februar 1971 in Virovitica, SFR Jugoslawien) ist ein serbisch-slowenischer Handballtrainer und ehemaliger Handballspieler.

## Spielerlaufbahn

### Verein
Der 1,91 m große mittlere Rückraumspieler begann seine Karriere beim RK Partizan Bjelovar. Ab 1990 stand er bei RK Proleter Zrenjanin unter Vertrag. Im Europapokal der Landesmeister 1990/91 unterlag er mit der Mannschaft dem FC Barcelona in den Finalspielen nach einem 23:21-Heimsieg mit 17:20 im Rückspiel. 1992 wurde er mit Zrenjanin Meister. In der Saison 194/95 lief er in Spanien für Teucro Caja Pontevedra auf. Anschließend nahm ihn der slowenische Erstligist RK Celje unter Vertrag. Mit Celje gewann er sechsmal in Folge die Meisterschaft und den Pokal. In der EHF Champions League kam die Mannschaft mehrfach ins Halbfinale. In dieser Zeit nahm er auch die slowenische Staatsbürgerschaft an. Ab 2002 spielte Stefanović in Frankreich bei Montpellier Handball, mit dem er 2003 und 2004 die Meisterschaft, 2003 die Coupe de France, 2004 die Coupe de la Ligue und 2003 die EHF Champions League gewann. In der Saison 2004/05 stand er wieder in der spanischen Liga Asobal bei BM Altea unter Vertrag. Von 2005 bis zu seinem Laufbahnende 2011 spielte er für Tremblay-en-France Handball. In der Coupe de France erreichte er 2010 das Endspiel.
Stefanović erhielt 2003 und 2009 die Auszeichnung als bester mittlerer Rückraumspieler der französischen Liga.

### Nationalmannschaft
Bei der U-21-Weltmeisterschaft 1991 wurde Stefanović mit der jugoslawischen Juniorennationalmannschaft Weltmeister.
Er spielte auch für die jugoslawische A-Nationalmannschaft, so beim Supercup 1991 und dem World Cup 1992. Bei den Mittelmeerspielen 1991 gewann die Auswahl die Goldmedaille.
Mit der Nationalmannschaft der Bundesrepublik Jugoslawien gewann Stefanović bei der Europameisterschaft 1996 die Bronzemedaille. Bei der Weltmeisterschaft 1997 kam das Team auf den neunten Rang, bei der Europameisterschaft 1998 auf den fünften Platz.
In die slowenische Nationalmannschaft wurde er nie berufen.

## Trainerlaufbahn
Stefanović blieb Tremblay-en-France bis 2014 als Assistenztrainer erhalten. Von 2014 bis 2018 übernahm er die Leitung bei US Ivry HB, die zuvor erstmals in der Vereinsgeschichte aus der ersten Liga abgestiegen waren. Ihm gelang mit der Mannschaft 2015 der sofortige Wiederaufstieg. Dafür wurde er zum besten Trainer des zweiten Liga gewählt. Im Jahr 2019 wurde er zum Cheftrainer bei Tremblay-en-France ernannt, allerdings bereits im Februar 2020 wieder entlassen. Von November 2021 bis Saisonende 2022 betreute er Limoges Handball.